# Prismosticta fenestrata
Prismosticta fenestrata är en fjärilsart som beskrevs av Butler 1880. Prismosticta fenestrata ingår i släktet Prismosticta och familjen silkesspinnare. Inga underarter finns listade i Catalogue of Life.

## Bildgalleri

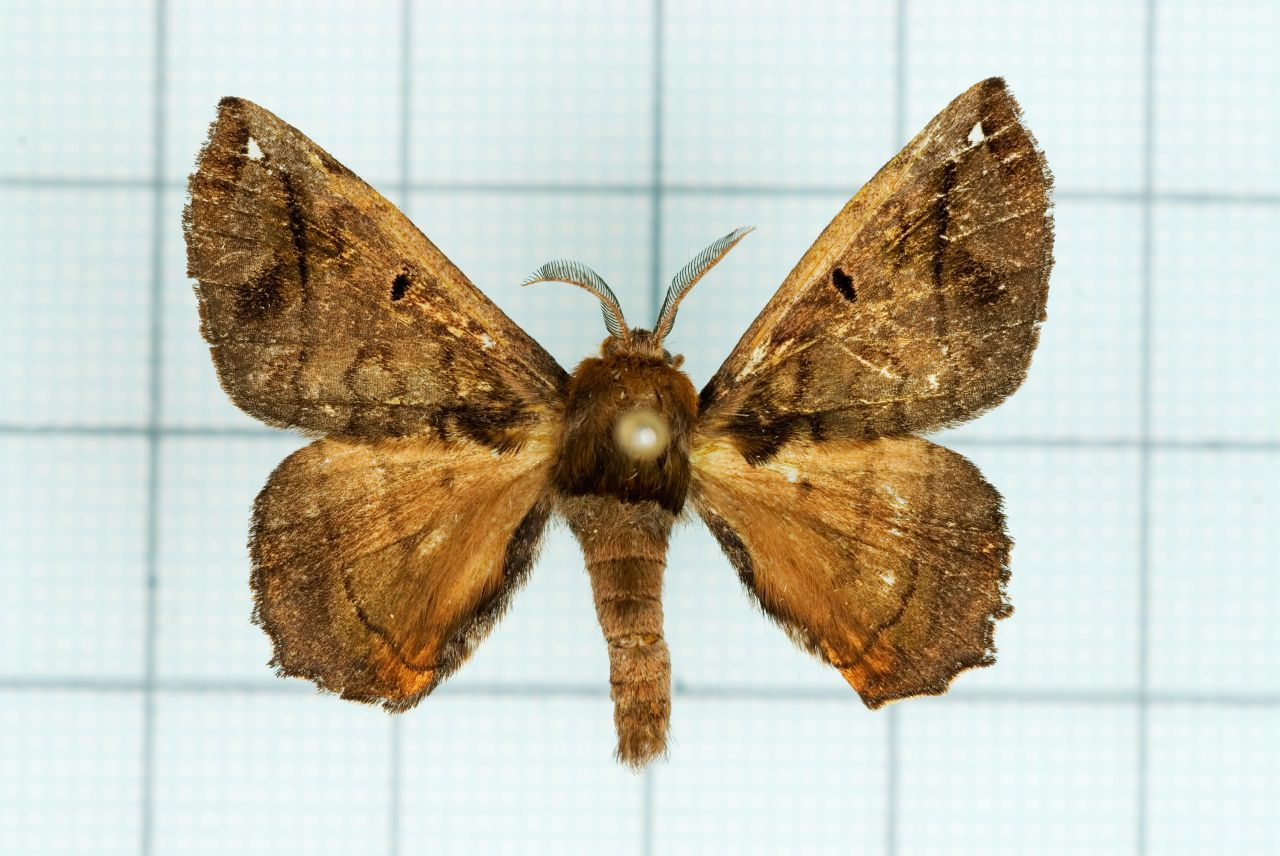
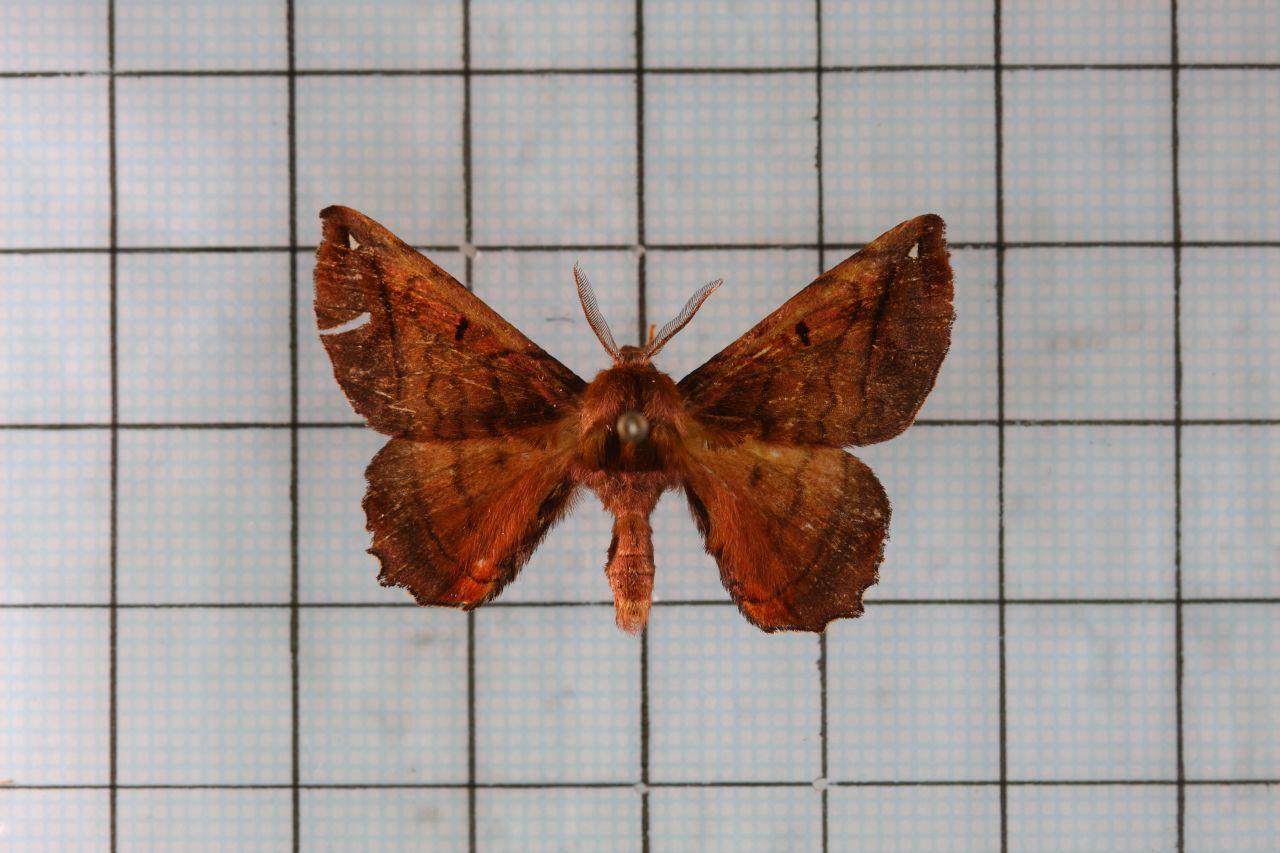
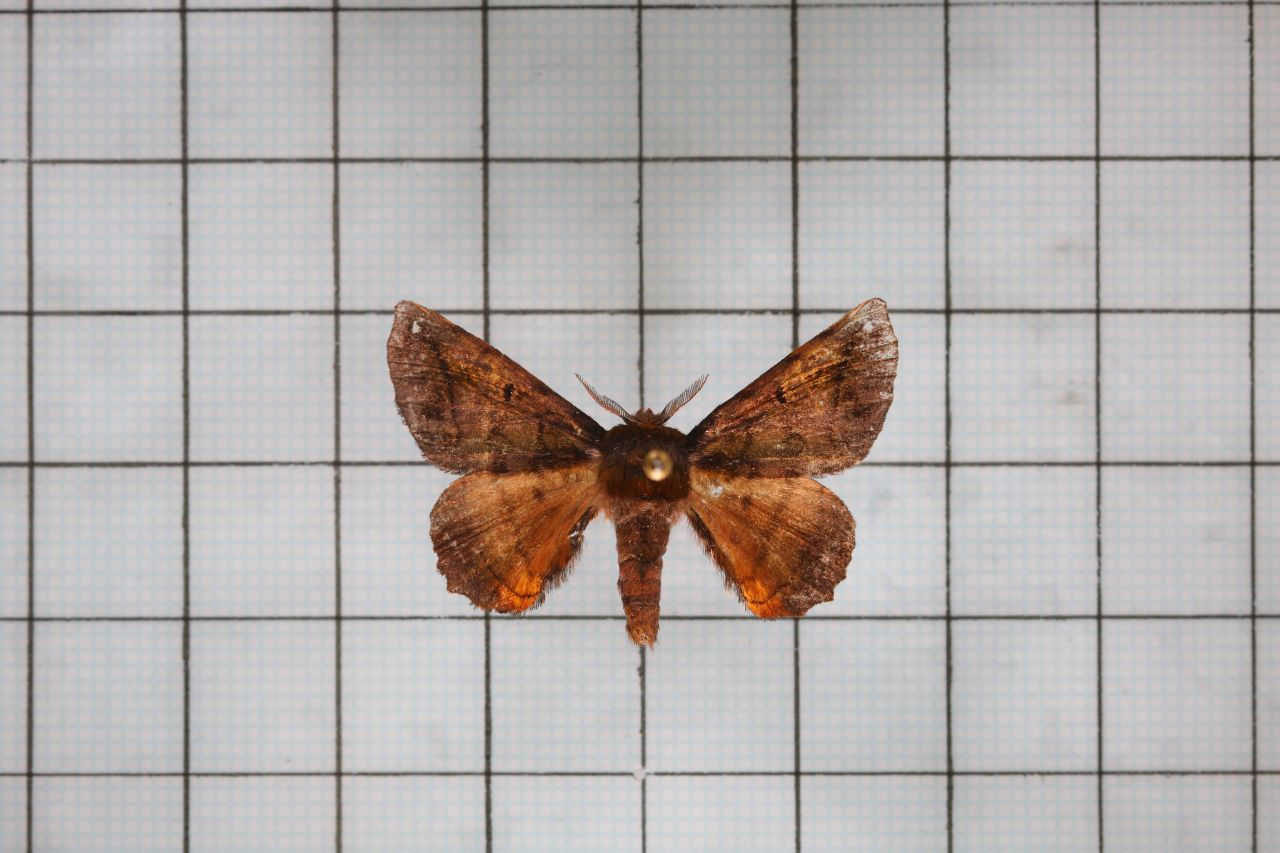